# Pierre Canivet
Pour les articles homonymes, voir Canivet.
Pierre Henri Canivet, né le 22 mai 1890 à Paris et mort le 25 janvier 1982 à Garches, est un joueur de curling français. Il apparaît parfois sous le nom de Jacques Canivet.

## Carrière
Pierre Canivet fait partie de l'équipe de France de curling médaillée de bronze aux Jeux olympiques d'hiver de 1924 se tenant à Chamonix, avec Henri Aldebert, Georges André, Henri Cournollet, Robert Planque et Armand Isaac-Bénédic.

### Tennis
Il a aussi eu une carrière de joueur de tennis : 	
- 1921 : Coupe Porée, Paris, perd en finale contre Marcel Dupont (6-0, 6–0, 6-2)
- 1922 : Tournoi de Dieppe, perd en demi-finale contre Pierre Hirsch (6-2, 8-6)
- 1923 : Championnats du monde sur terre battue à Saint-Cloud, perd au 3e tour contre John Wheatley (6-3 6-2 4-6 6-1)
- 1925 : Internationaux de France de tennis, Paris, perd au 2e tour contre Eduardo Flaquer (6-2, 6-0, 6-4)
- 1926 : Internationaux de France de tennis, Paris, perd au 2e tour contre Nicolae Misu (6-3, 3-6, 3-6, 9-7, 6-0)